# Pretty Handsome Awkward
«Pretty Handsome Awkward» es el tercer sencillo de The Used el tercer álbum de estudio, Lies For The Liars. Se incluye también en la banda sonora de la película Transformers. Y ha sido la única ha llegado a # 37 en los EE. UU. Modern Rock Tracks. Hay rumores sobre que esta canción insulta al vocalista de My Chemical Romance, Gerard Way ya que Bert y Gerard dejaron de ser mejores amigos por razones desconocidas,sin embargo Bert desmintió dichos rumores

## Video
El vídeo empieza con escenas de la MuchMusic Video Awards 2007; de la banda y Chadam caminando por la calle, con fanes gritando en las veredas, y un entrevistador pregunta "¿ustedes se van a desvelar esta noche? Hasta su habitual payasadas?" Bert responde: "Nah, que estamos un poco partied a cabo, que probablemente tratar de tomar, tomar las cosas con calma y relajarse después," después de que una gran parte se muestra con la mencionada payasadas que se realiza en todo. Jeph Howard también aparece como una cruz vestida de prostituta en el vídeo. En uno de los videos, flashes de la cámara. En otra versión, hay una estrella en la parte que cubre hasta su "zona". Al final, la pieza de diálogo al principio se repite con el añadido posteriormente por el reportero: "¿Qué son cobardes o algo?".
- Datos: Q7242239